# Naturschutzgebiet Huxstein
Koordinaten: 51° 29′ 5″ N, 8° 53′ 41″ O

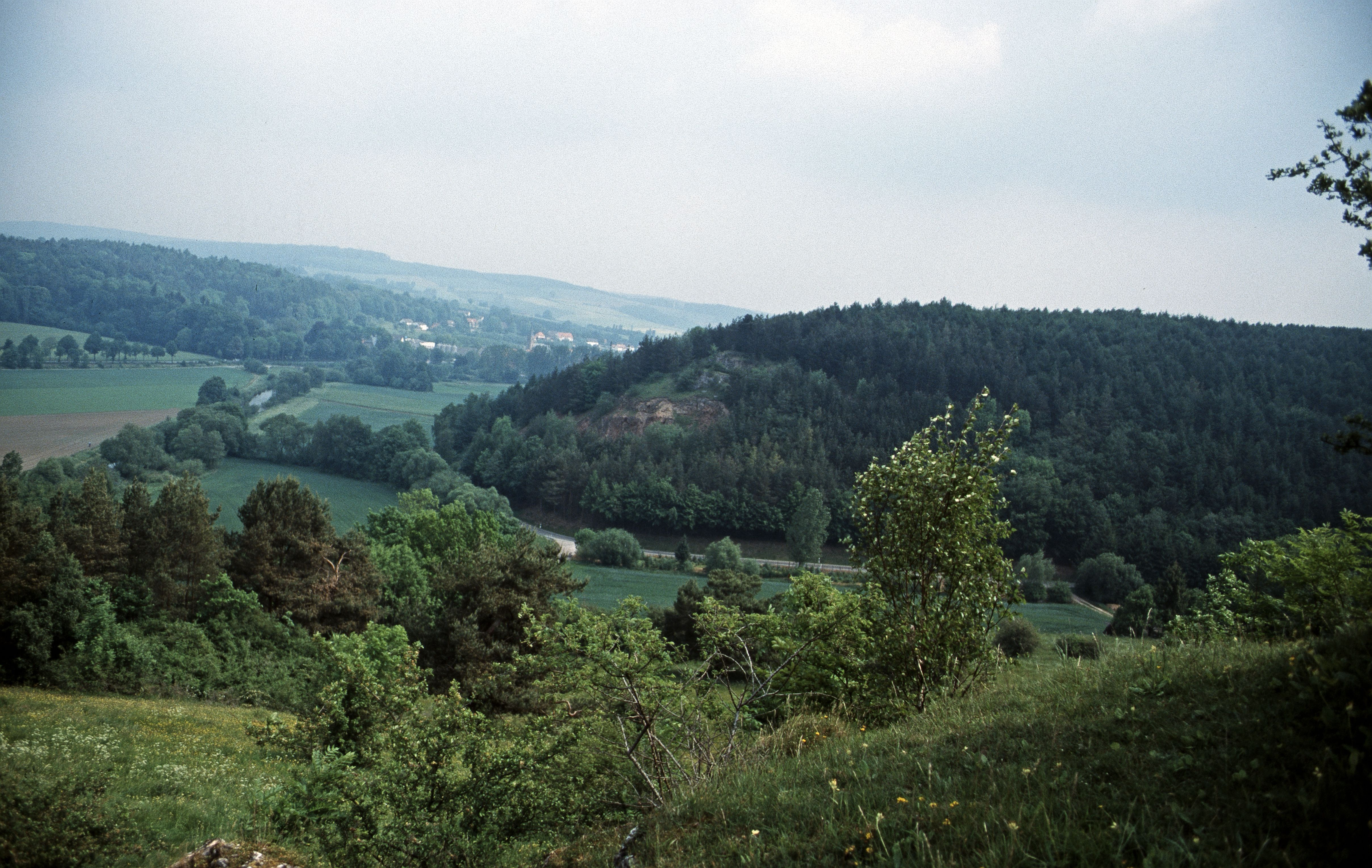
Vorne Naturschutzgebiet Huxstein

Das Naturschutzgebiet Huxstein mit einer Größe von 5,58 ha liegt südwestlich von Westheim im Stadtgebiet von Marsberg im Hochsauerlandkreis. Es wurde 2008 mit dem Landschaftsplan Marsberg als Naturschutzgebiet (NSG) ausgewiesen. Die Südgrenze des NSG ist gleichzeitig die Landesgrenze zu Hessen. Im Westen liegt das Landschaftsschutzgebiet Rotes Land und im Norden das Landschaftsschutzgebiet Westheimer Diemeltal. Bereits in Hessen liegt direkt angrenzend die Teilfläche 4 vom Naturschutzgebiet Büchenberg und Platzberg bei Hesperinghausen. 4 ha des NSG bilden das FFH-Gebiet Huxstein (DE-4519-304). Das NSG gehört seit 2023 zum Vogelschutzgebiet Diemel- und Hoppecketal mit angrenzenden Wäldern.

## Beschreibung
Das NSG umfasst einen Kalkmagerrasen mit großen Gebüschbereichen an einem steilen nordwestexponierten Hang. Auf hessischen Gebiet setzen sich die Kalkmagerrasen fort. Im NSG findet man auch einen kleinen stillgelegten Steinbruch, Felsbereichen, Magerweiden und intensiver genutztes Grünland. Im Frühjahrsaspekt blühen viele Schlüsselblumen und Orchideen. Das Bild des NSG wird durch eine steil aufsteigenden Felsnase im westlichen Teil des Gebietes bestimmt. Die etwa 8 Meter hohe Felswand beherbergt Arten der Mauerrauten-Gesellschaft. Am Fuße des Felsen befinden sich auf Kalkschotter in einer Baumgruppe kleinere Vorkommen des Ruprechtfarnes. Auf dem Rohboden des Felskopfes wachsen Fingersteinbrech-Gesellschaften. Diese gehen in Enzian-Zwenken-Rasen über. Von den Rändern her, insbesondere in den oberen Hang drängt ein Schlehen-Weißdorn-Gebüsch in den Kalkmagerrasen vor. Einzelne Baumgruppen in den Grünlandbereichen und Halbtrockenrasen strukturieren das Gebiet. Der ehemalige Kalksteinbruch wird bis auf wenige offene Bereiche von einer Pionierwaldgesellschaft eingenommen. Die übrigen Gruenländer sind als Rotschwingel-Weißklee-Weiden einzustufen und werden durch Rinder oder Pferde beweidet. Die Beweidung der Magerrasen durch Rinder führt in manchen Bereichen zu einer starken Bodenerosion. Gleichzeitig wird durch die Rinderbeweidung das Vordrängen der Gebüsche nicht verhindert.
Besonders hervorzuheben sind Nachweise von Uhu und Neuntöter, wobei nur für den Neuntöter ein Brutnachweis vorliegt.
Das Landesamt für Natur, Umwelt und Verbraucherschutz Nordrhein-Westfalen dokumentierte im Schutzgebiet weitere Pflanzenarten wie Breitblättriger Thymian, Berg-Ehrenpreis, Braunstieliger Streifenfarn, Dornige Hauhechel, Dreizahn, Dreizähniges Knabenkraut, Dürrwurz, Echte Schlüsselblume, Echtes Johanniskraut, Echtes Labkraut, Echtes Tausendgüldenkraut, Finger-Steinbrech, Gemeines Katzenpfötchen, Gelbes Sonnenröschen, Heide-Labkraut, Kleine Bibernelle, Kleiner Dornfarn, Kleiner Wiesenknopf, Kleines Habichtskraut, Kletten-Labkraut, Knoblauchsrauke, Körner-Steinbrech, Leberblümchen, Magerwiesen-Margerite, Männliches Knabenkraut, Mauerraute, Mittlerer Wegerich, Purgier-Lein, Quendel-Sandkraut, Raues Veilchen, Rauhaarige Gänsekresse, Ruprechtskraut, Scharfer Mauerpfeffer, Skabiosen-Flockenblume, Steinquendel, Tauben-Skabiose, Trauben-Gamander, Wald-Habichtskraut, Wiesen-Bärenklau, Wiesen-Flockenblume, Wiesen-Labkraut, Wollkopf-Klette und Zerbrechlicher Blasenfarn.